# Silvesterkapelle (Westhausen)

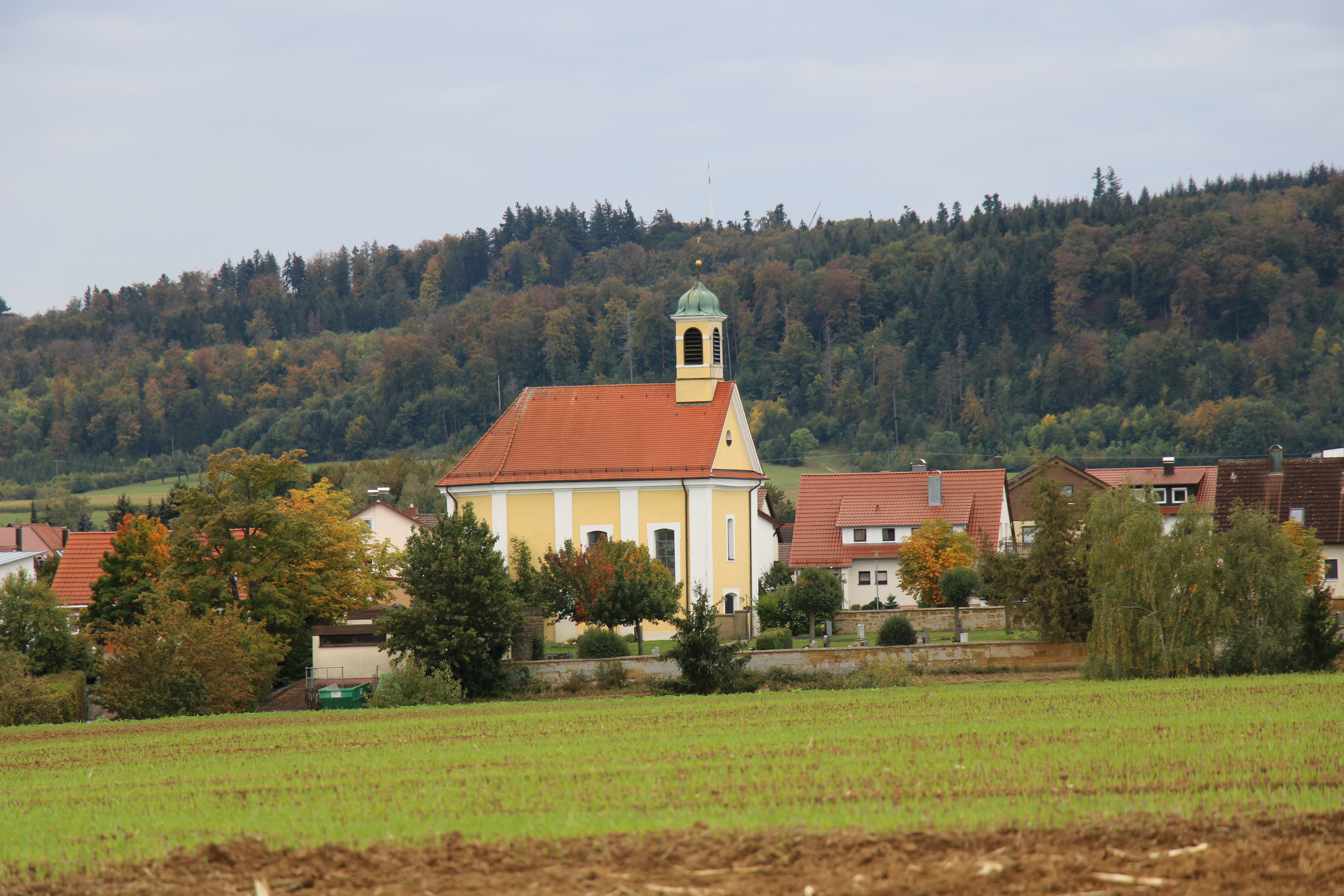
Silvesterkapelle in Westhausen

Die Silvesterkapelle, eine Wallfahrts- und Friedhofskapelle, ist ein geschütztes Kulturdenkmal nach dem Denkmalschutzgesetz. Sie steht in Westhausen, einer Gemeinde im Ostalbkreis in Baden-Württemberg. Die Kirchengemeinde gehört zur Diözese Rottenburg-Stuttgart.

## Geschichte
Kirche und Wallfahrt gehen zurück auf eine Viehseuche, die ab 1610 in der Region grassierte, verschärft durch die Nöte des Dreißigjährigen Kriegs. Auf Veranlassung des Ortspfarrers gelobte die Gemeinde, eine Kapelle zu Ehren des Pferde- und Viehpatrons Silvester zu bauen, sobald das Viehsterben aufhören würde. Das geschah 1626. Der Gedenktag des Heiligen wurde zum Wallfahrtstag, insbesondere in Form des Silvesterritts mit Pferdesegnung. Dieser Brauch besteht, mit Unterbrechungen, bis heute.
Die erste Wallfahrtskapelle war nach wenigen Jahrzehnten zu klein und wurde 1685 abgebrochen. Der Nachfolgebau an günstigerer Stelle wurde zum 100-jährigen Jubiläum der Gebetserhörung 1726 geweiht.

## Beschreibung
Die Kapelle besteht aus einem Langhaus aus drei Achsen und einer dreiseitig geschlossenen Apsis im Osten, in deren Außenraum sich eine Nische befindet, in der die Statue des heiligen Silvester steht. Aus dem Satteldach des Langhauses erhebt sich ein quadratischer Dachreiter, der den Glockenstuhl beherbergt und der mit einer Glockenhaube bedeckt ist. Zur Kirchenausstattung gehört ein frühbarocker Hochaltar, in dessen Zentrum ebenfalls eine große Statue des hl. Silvester im Papstornat steht.